# ام‌اس لوفوتن
ام‌اس لوفوتن (به انگلیسی: MS Lofoten) یک کشتی است که طول آن ۸۷٫۴ متر (۲۸۶ فوت ۹ اینچ) می‌باشد. این کشتی در سال ۱۹۶۴ ساخته شد.